# بان (شمس أباد)
بان (بالفارسية: بان) هي قرية تقع في إيران في مركزي. يقدر عدد سكانها بـ 616 نسمة بحسب إحصاء 2016.